# Norske Løve (Schiff, 1735)
Die Norske Løve (dänisch Norwegischer Löwe) war ein 70-Kanonen-Linienschiff  (Zweidecker) der dänisch-norwegischen Marine, das von 1735 bis 1764 in Dienst stand.

## Geschichte
Das Schiff wurde von dem Schiffbaumeister K.N. Benstrup auf der Marinewerft Nyholm (heute Teil des Kopenhagener Bezirks Christianshavn) gebaut. Es wurde 1734 auf Kiel gelegt und lief am 9. Februar 1735 vom Stapel.
Das Schiff versah zumeist Wachdienst im Øresund und in anderen dänischen Gewässern, segelte mit der Flotte bei deren Sommermanövern, und wurde 1764 ausgemustert.

## Technische Beschreibung
Die Norske Løve war als Batterieschiff mit zwei durchgehenden Geschützdecks konzipiert und hatte eine Länge von 51,51 Metern (Geschützdeck), eine Breite von 13,86 Metern und einen Tiefgang von 6,282 Metern. Sie war ein Rahsegler mit drei Masten (Fockmast, Großmast und Kreuzmast) und verfügte über eine Besatzungsstärke von 550 Mann. Die Bewaffnung bestand bei Indienststellung aus 70 Kanonen.
|        | Unteres Batteriedeck | Oberes Batteriedeck | Backdeck       | Achterdeck     | Kanonen (Geschossgewicht) |
| ------ | -------------------- | ------------------- | -------------- | -------------- | ------------------------- |
| Design | 26 × 24-Pfünder      | 26 × 18-Pfünder     | 18 × 8-Pfünder | 18 × 8-Pfünder | 70 Kanonen (308,8764 kg)  |